# Croix-de-Vie
Pour les articles homonymes, voir Croix de vie.
Croix-de-Vie est une ancienne commune française, située dans le département de la Vendée.
Située à l'embouchure de la Vie sur sa rive droite, Croix-de-Vie fusionne en 1967 avec Saint-Gilles-sur-Vie, située de l'autre côté du fleuve côtier, pour former la nouvelle commune de Saint-Gilles-Croix-de-Vie.

## Toponymie
En poitevin, la commune est appelée Crés-de-Vie.

## Histoire
Croix-de-Vie apparaît sur la rive droite de la Vie au XVIe siècle, lorsque le duc de Montausier accorde aux marins de Saint-Gilles des parcelles de terrain sur la « petite île » pour qu'ils puissent y construire leurs habitations. En 1610, Marie de Beaucaire fait construire le « grand môle », le « quai neuf de Madame » ainsi qu'une chapelle utilisée jusqu'à la construction de l'église Sainte-Croix en 1896.
En 1622, la « petite île » fait désormais partie de l'île de Riez. Le 16 avril, le roi Louis XIII y écrase les 7 000 huguenots de Benjamin de Rohan seigneur de Soubise qui parvient à s'échapper. Mais le gros de ses troupes est pris comme dans une nasse à Croix-de-Vie. C'est un massacre : plusieurs milliers de cadavres jonchent les rues. Le roi ne s'attarde pas devant ce spectacle : Il passe la nuit à Apremont.
Durant la Révolution, la commune porte le nom de Havre-de-Vie.
Une légende du XIXe siècle se déroule à Croix-de-Vie : elle évoque le « fredet », une cheminée creusée par l'océan dans les rochers et par laquelle le ressac (le retour violent des vagues vers le large) jaillit tel un geyser.

## Héraldique
| Blason | Blasonnement : D'or à l'ancre de sable, au bateau de sinople habillé de gueules voguant sur une mer isolée d'argent, le tout brochant sur la trabe de l'ancre. |

## Administration municipale

### Liste des maires
| Période                                  | Période       | Identité          | Étiquette | Qualité |
| ---------------------------------------- | ------------- | ----------------- | --------- | --- |
| 1884                                     | 1907          | Pierre Raimondeau |           | Notaire |
| 1907                                     | 1945          | Gaëtan Potel      | Rad.ind.  | Médecin Conseiller général du canton de Saint-Gilles-sur-Vie (1919 → 1940) Nommé conseiller départemental en 1943 Chevalier de la Légion d'honneur |
| 1945                                     | octobre 1947  | Charles Bucquet   |           | Mareyeur, gérant d'usine |
| octobre 1947                             | mars 1965     | Isidore Morineau  |           | |
| mars 1965                                | décembre 1966 | Marcel Ragon      | Gaulliste | Fonctionnaire Maire de Saint-Gilles-Croix-de-Vie (1967 → 1977)                                                                                     |
| Les données manquantes sont à compléter. |               |                   |           | |

## Personnalités liées à la commune

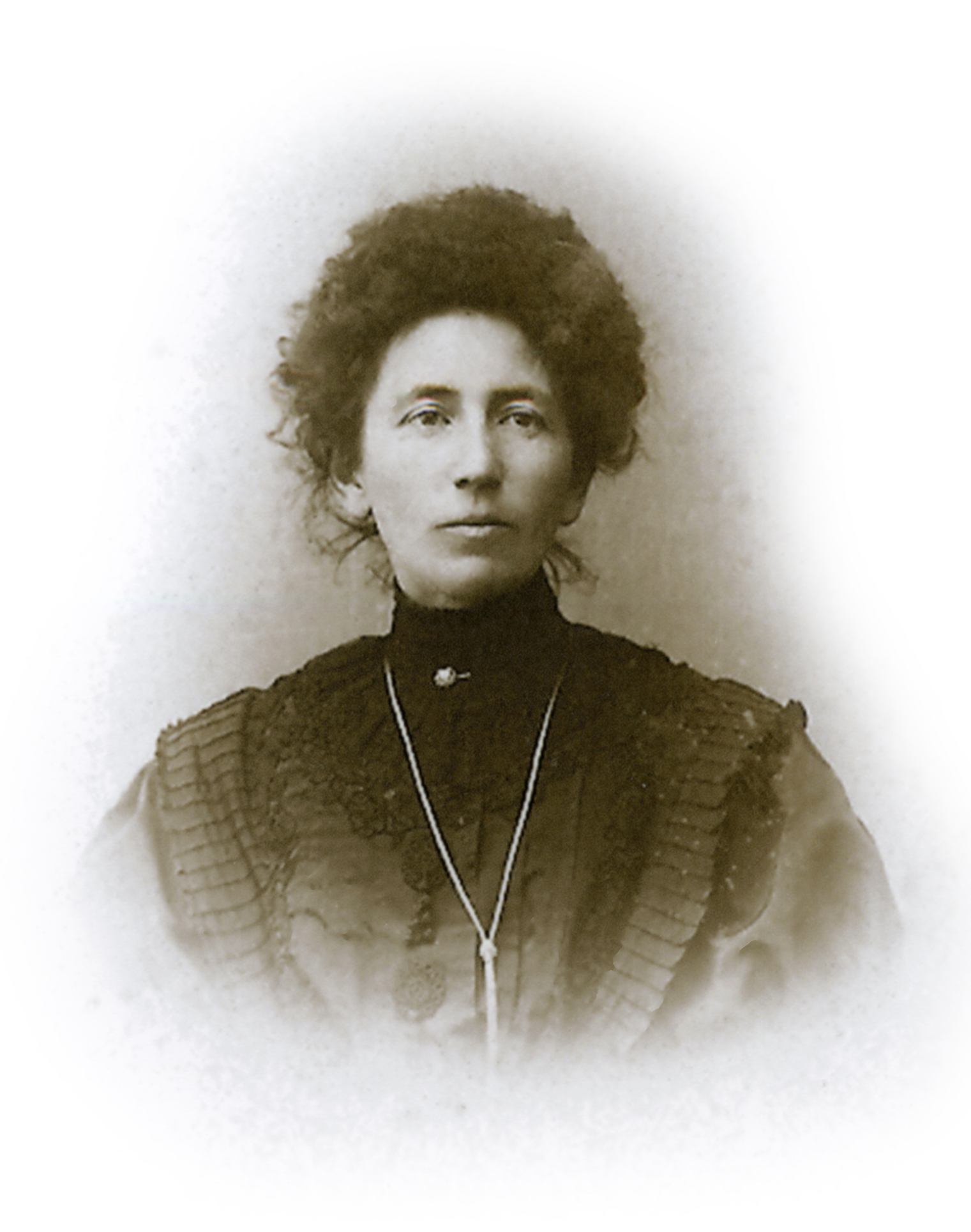
Portrait d'Adeline Boutain.

- Marcel Baudouin (1860-1941), préhistorien, ethnographe et homme politique, maire de La Barre-de-Monts.
- Adeline Boutain (1862-1946), photographe, éditrice de cartes postales. Elle tient une boutique d'articles de plage et de pêche, quai de la République, le Grand bazar de la Tentation. Ses petits-fils, Yves et Marcel Boutain, céramistes, transforment, en 1936, le commerce en faïencerie[7].
- Benjamin Bénéteau (1859-1928), fondateur en 1884 des chantiers navals Bénéteau.